# Shavebiopsie
Shavebiopsie of shaven is een term die gebruikt wordt voor een methode om huidaandoeningen te verwijderen. De Nederlandse vertaling van de term (wegschaven) wordt zelden gebruikt. Een huidaandoening die boven de omringende uitsteekt wordt bij de basis in het niveau van de huid afgesneden. Het kan gebeuren met bijvoorbeeld curette, scalpel, elektrodessicatie, chirurgische schaar of met een scheermesje.
Het voordeel is dat de methode geen of minimale littekens achterlaat. Nadelen zijn dat de afwijking vaak niet volledig wordt verwijderd. Vooral in de bodem kunnen resten van de afwijking achterblijven. Dit kan voor kleur- en textuurverschillen zorgen, of voor hergroei van de afwijking (recidief). Om deze reden is de methode niet geschikt om huidkanker te behandelen. Bij het histologisch onderzoek van het weggenomen weefsel kan het lastig zijn dat de afgrenzing aan de onderzijde niet altijd goed te beoordelen is. Dit geldt vooral voor het onderscheid tussen keratosis actinica en plaveiselcelcarcinoom en tussen moedervlek en melanoom.
Goedaardige gezwelletjes van de opperhuid kunnen goed behandeld worden, zoals acrochordon, fibromen, wratten en verheven moedervlekken.